# Тараненко, Сергей Александрович
Сергей Александрович Тараненко (14 февраля 1945, Ессентуки — 25 октября 2013, Москва) — советский и российский музыкальный исполнитель, партнёр по дуэту Галины Бесединой.

## Биография
Окончил музыкальную школу в Риге (Латвия) и институт им. Гнесиных в Москве по классу фортепиано. Руководил ансамблем «Московские ребята», аккомпанировавшим выступлениям народного артиста России Виктора Беседина. Там познакомился с певицей Галиной Бесединой, с которой они образовали очень популярный в конце 1970-х, начале и середине 1980-х гг. эстрадный дуэт. Первой совместной работой молодых артистов было исполнение широко популярных песен Микаэла Таривердиева из к/ф «Ирония судьбы». Затем последовало исполнение и других песен Таривердиева, написанных на стихи М. Цветаевой, М. Светлова, А. Ахматовой, А. Вознесенского.
Дуэт победил на Всесоюзном телевизионном конкурсе «С песней по жизни», с успехом выступал на «Сопотском фестивале интервидения» в Польше и на Всемирном фестивале молодёжи и студентов в Гаване (Куба). Исполнитель также писал и музыку, которую исполнял популярный дуэт, а также инструментальную музыку для массовых мероприятий.
Умер 25 октября 2013 года от инсульта. Похоронен на Востряковском кладбище в Москве.

## Семья
Первая жена — Татьяна Носкова, прожили в браке 13 лет.
- Дочери — Наталья и Татьяна

Вторая жена — Наталья

## Фильмография
1. 1977 — Лирические песни Микаэля Таривердиева (короткометражный) — главная роль
2. 1977 — Мы с тобою, товарищ (короткометражный) — главная роль
3. 1978 — Для Вас —

## Вокал
- 1978 — Старомодная комедия — в дуэте с Галиной Бесединой